# Elektriciteitscentrale Conemaugh
De Conemaugh elektriciteitscentrale is een thermische centrale te State College, Pennsylvania, VS. De centrale heeft twee 305 meter hoge schoorstenen.